# Gemmelaincourt
Gemmelaincourt est une commune française située dans le département des Vosges en région Grand Est.

## Géographie

### Localisation
Gemmelaincourt est une petite commune rurale de l'Ouest vosgien, située dans la vallée de la Vraine entre Domjulien et Saint-Menge, 12 km au nord de Vittel.

### Sismicité
Commune située dans une zone 3 de sismicité modérée.

### Hydrographie et les eaux souterraines
Hydrogéologie et climatologie : Système d’information pour la gestion des eaux souterraines du bassin Rhin-Meuse :
Territoire communal : Occupation du sol (Corinne Land Cover); Cours d'eau (BD Carthage),
Géologie : Carte géologique; Coupes géologiques et techniques,
 Hydrogéologie : Masses d'eau souterraine; BD Lisa; Cartes piézométriques.

#### Réseau hydrographique
La commune est située dans le bassin versant de la Meuse au sein du bassin Rhin-Meuse. Elle est drainée par la ruisseau la Vraine, le ruisseau du Puits de Haie et le ruisseau la Deuille,.
La Vraine, d'une longueur totale de 22,9 km, prend sa source dans la commune de Domjulien et se jette dans le Vair à Removille, face à Vouxey, après avoir traversé dix communes.

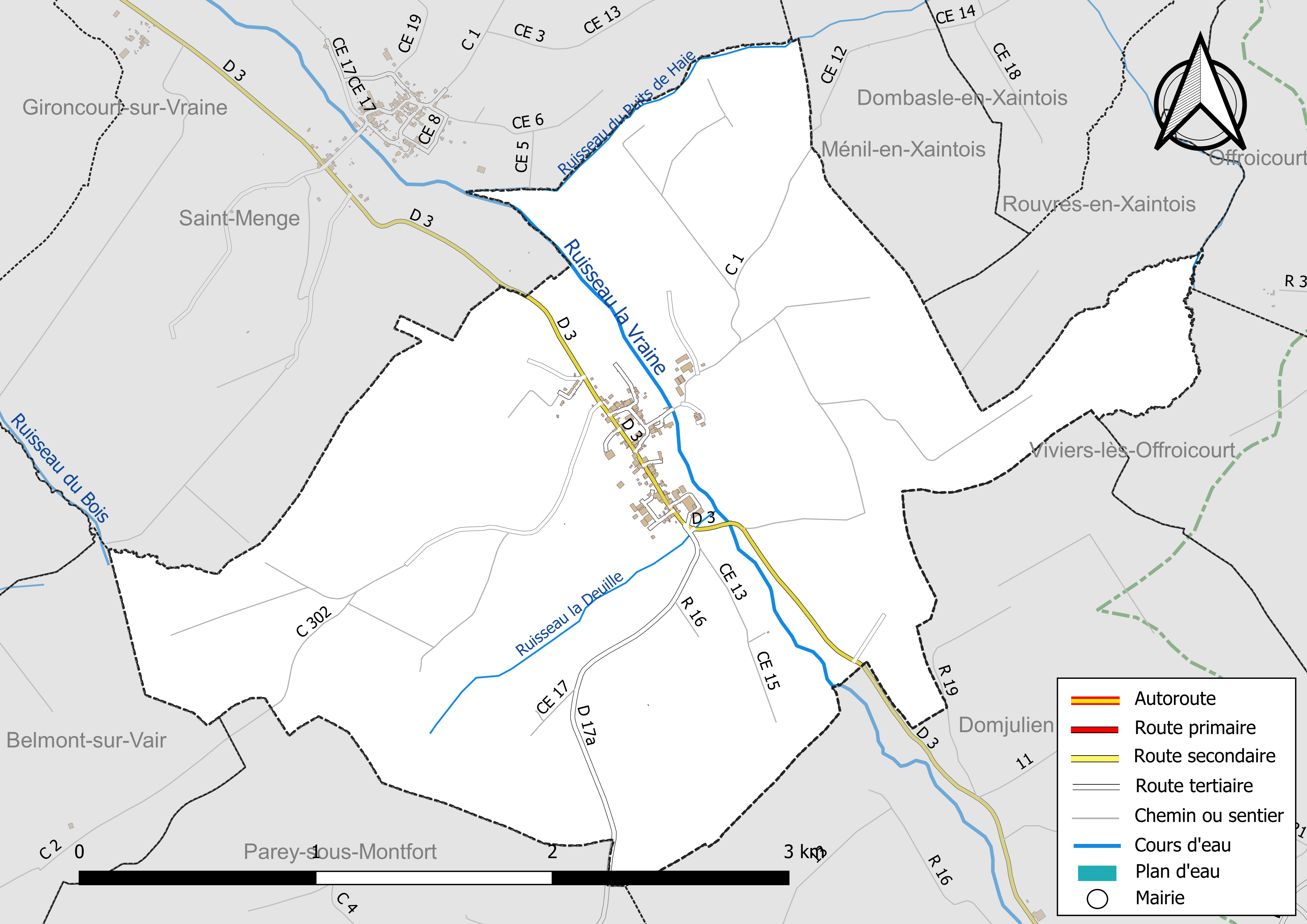
Réseaux hydrographique et routier de Gemmelaincourt.

#### Gestion et qualité des eaux
Le territoire communal est couvert par le schéma d'aménagement et de gestion des eaux (SAGE) « Nappe des Grès du Trias Inférieur ». Ce document de planification, dont le territoire comprend le périmètre de la zone de répartition des eaux de la nappe des Grès du trias inférieur (GTI), d'une superficie de 1 497 km2, est en cours d'élaboration. L’objectif poursuivi est de stabiliser les niveaux piézométriques de la nappe des GTI et atteindre l'équilibre entre les prélèvements et la capacité de recharge de la nappe. Il doit être cohérent avec les objectifs de qualité définis dans les SDAGE Rhin-Meuse et Rhône-Méditerranée. La structure porteuse de l'élaboration et de la mise en œuvre est le conseil départemental des Vosges.
La qualité des eaux de baignade et des cours d’eau peut être consultée sur un site dédié géré par les agences de l’eau et l’Agence française pour la biodiversité.

### Climat
Pour des articles plus généraux, voir Climat du Grand Est et Climat des Vosges.
En 2010, le climat de la commune est de type climat de montagne, selon une étude du Centre national de la recherche scientifique s'appuyant sur une série de données couvrant la période 1971-2000. En 2020, Météo-France publie une typologie des climats de la France métropolitaine dans laquelle la commune est exposée à un climat océanique altéré et est dans la région climatique  Lorraine, plateau de Langres, Morvan, caractérisée par un hiver rude (1,5 °C), des vents modérés et des brouillards fréquents en automne et hiver.
Pour la période 1971-2000, la température annuelle moyenne est de 9,4 °C, avec une amplitude thermique annuelle de 16,7 °C. Le cumul annuel moyen de précipitations est de 906 mm, avec 13 jours de précipitations en janvier et 9,5 jours en juillet. Pour la période 1991-2020, la température moyenne annuelle observée sur la station météorologique de Météo-France la plus proche, « Lignéville », sur la commune de Lignéville à 12 km à vol d'oiseau, est de 10,3 °C et le cumul annuel moyen de précipitations est de 856,3 mm. 
La température maximale relevée sur cette station est de 38,7 °C, atteinte le 25 juillet 2019 ; la température minimale est de −17,5 °C, atteinte le 20 décembre 2009,,.
Les paramètres climatiques de la commune ont été estimés pour le milieu du siècle (2041-2070) selon différents scénarios d'émission de gaz à effet de serre à partir des nouvelles projections climatiques de référence DRIAS-2020. Ils sont consultables sur un site dédié publié par Météo-France en novembre 2022.

## Urbanisme

### Typologie
Au 1er janvier 2024, Gemmelaincourt est catégorisée commune rurale à habitat dispersé, selon la nouvelle grille communale de densité à sept niveaux définie par l'Insee en 2022.
Elle est située hors unité urbaine. Par ailleurs la commune fait partie de l'aire d'attraction de Vittel - Contrexéville, dont elle est une commune de la couronne,. Cette aire, qui regroupe 72 communes, est catégorisée dans les aires de moins de 50 000 habitants,.

### Occupation des sols
L'occupation des sols de la commune, telle qu'elle ressort de la base de données européenne d’occupation biophysique des sols Corine Land Cover (CLC), est marquée par l'importance des territoires agricoles (62,7 % en 2018), une proportion identique à celle de 1990 (62,7 %). La répartition détaillée en 2018 est la suivante : 
prairies (41,9 %), forêts (33,8 %), terres arables (20,9 %), zones urbanisées (3,4 %). L'évolution de l’occupation des sols de la commune et de ses infrastructures peut être observée sur les différentes représentations cartographiques du territoire : la carte de Cassini (XVIIIe siècle), la carte d'état-major (1820-1866) et les cartes ou photos aériennes de l'IGN pour la période actuelle (1950 à aujourd'hui).

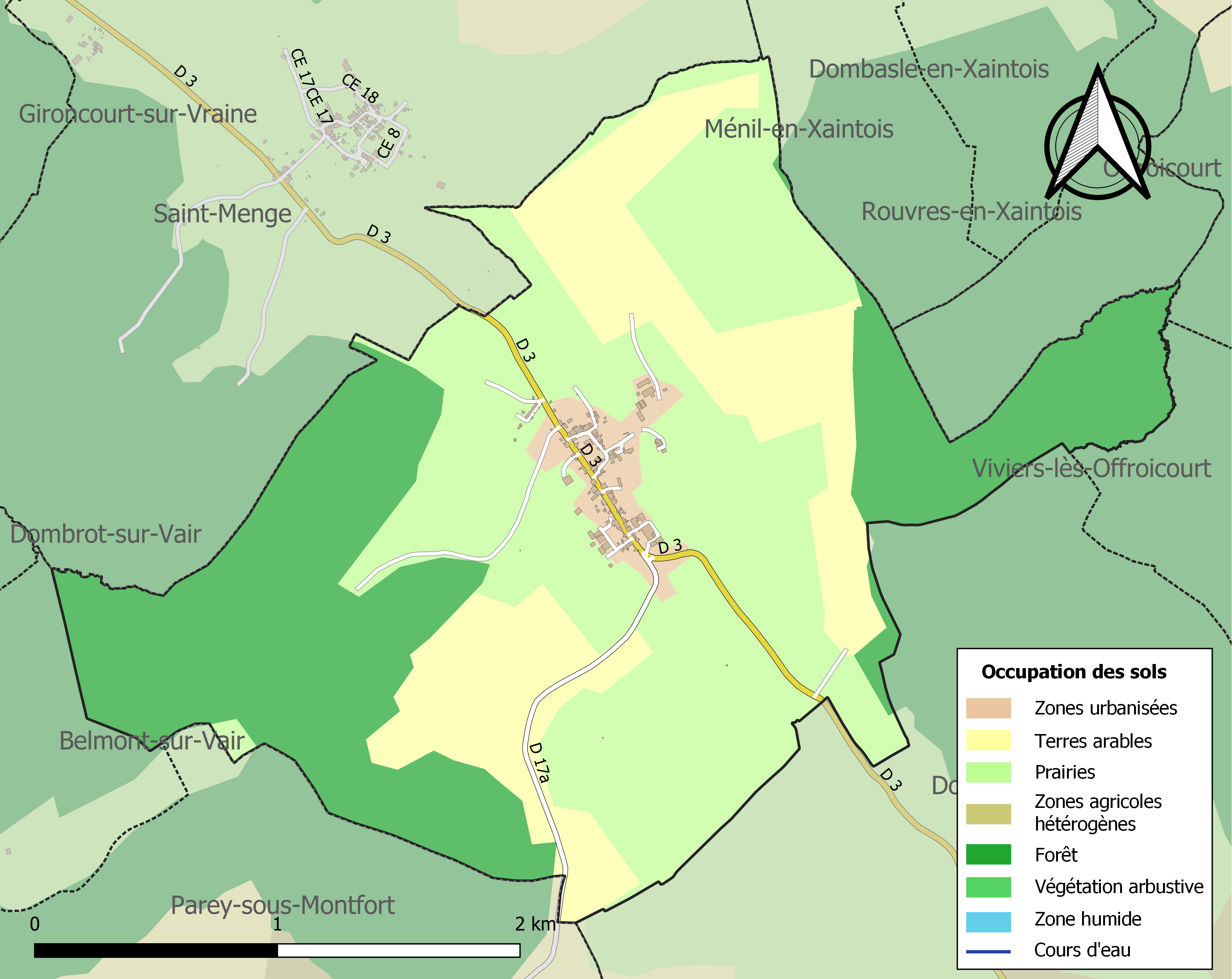
Carte des infrastructures et de l'occupation des sols de la commune en 2018 (CLC).

## Toponymie
Le nom de la localité est attesté sous les formes Germeneicourt (1295) ; Gemenaincours (1295) ; Germenaincors (1295) ; Germenencors (1309) ; Gemenaincors (XIVe siècle) ; Gemenencourt (XIVe siècle) ; Gemenaincourt (1426) ; Gemmellaincourt (1465) ; Gemelaincourt (avant 1466) ; Gemeneincour (1656) ; Gemenecourt (XVIIe siècle) ; Jumelincourt (1711) ; Geminorum curia (1768) ; Gemelaincourt, vulgairement Gemenaincourt (1779) ; Gemmaincourt (1790) ; Gemmelaincourt (an II) ; Gemenaincourt (dans un arrêté de l’an X) ; Ce n’est qu’après 1857 que la forme actuelle sera remise en usage.

## Histoire
Gemmelaincourt appartenait au bailliage de Mirecourt. Son église, dédiée à saint Maur, relevait du diocèse de Toul, doyenné de Porsas. La cure, érigée en 1730, était auparavant annexe de Saint-Menge, à la collation du chapitre de Remiremont et au concours.
Le château de Gemmelaincourt (Appelé aussi le château de Bassompierre) a été édifié au XVIIIe siècle par le seigneur de Bassompierre, sur les vestiges d’un ancien relais de chasse. La plaque de fondation porte la date de 1778. Il en était copropriétaire avec les chanoinesses de Remiremont. Le château est passé entre les mains du marquis d’Hennezel, propriétaire de verreries. Il servit ensuite de presbytère avant d'être vendu par la commune. Le peintre et graveur nancéien Franck Hommage entreprit de le restaurer mais la bâtisse fut partiellement détruite dans un incendie le 25 janvier 2015.
Des mines de charbon sont actives sur la commune entre 1853 et 1912 avant d'être relancés une dernière fois dans les années 1940. La commune faisait partie de la même concession que sa voisine Saint-Menge. 120 000 tonnes de charbon sont produites entre 1902 et 1912. Un lavoir à charbon et une cité minière sont construits.

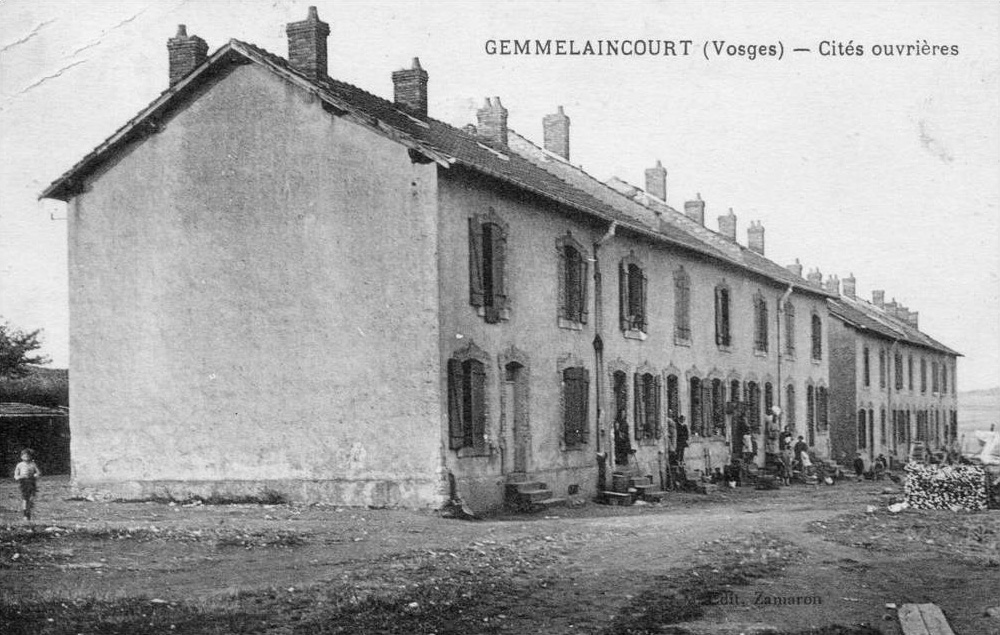
La cité minière.
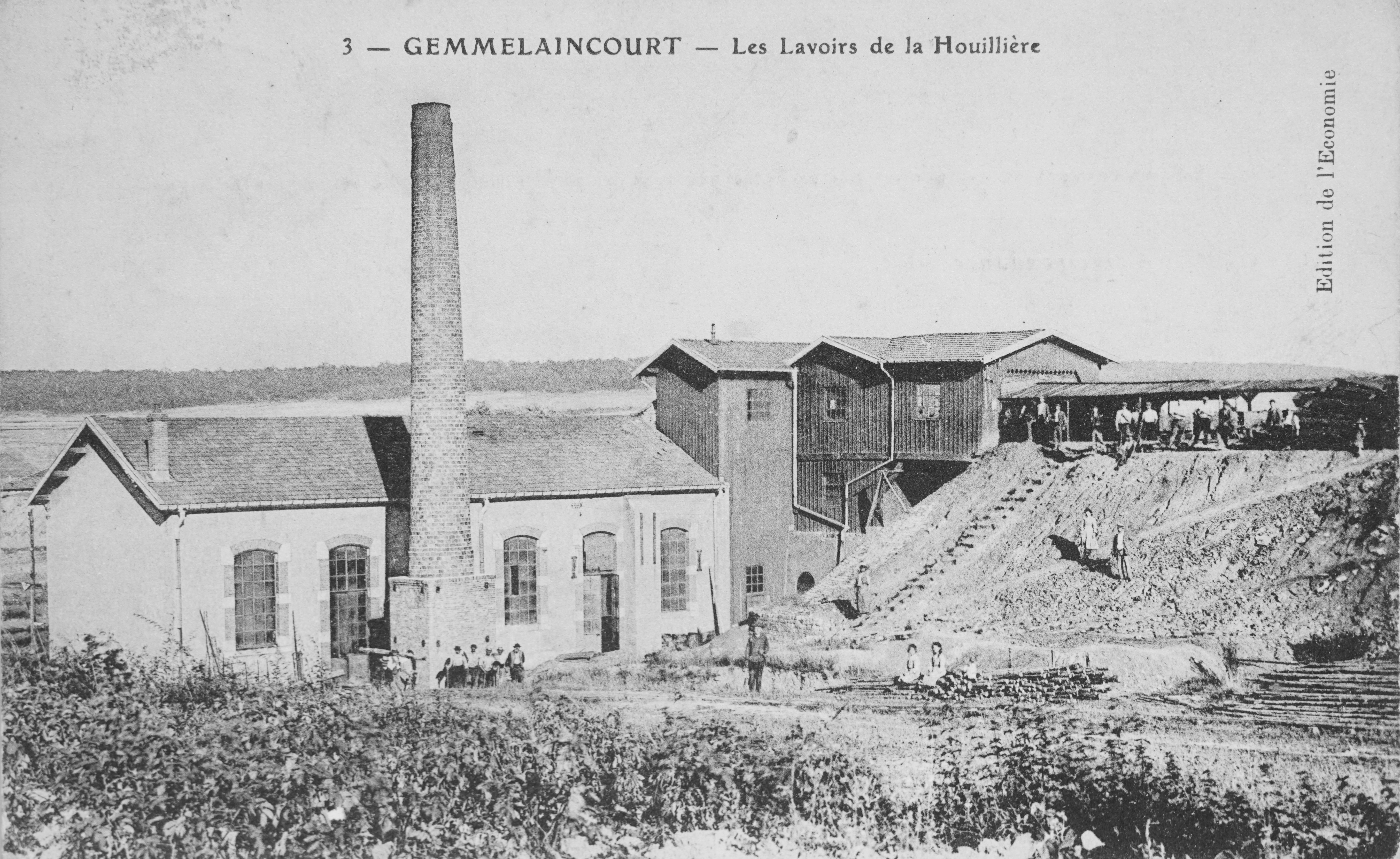
Le lavoir à charbon.
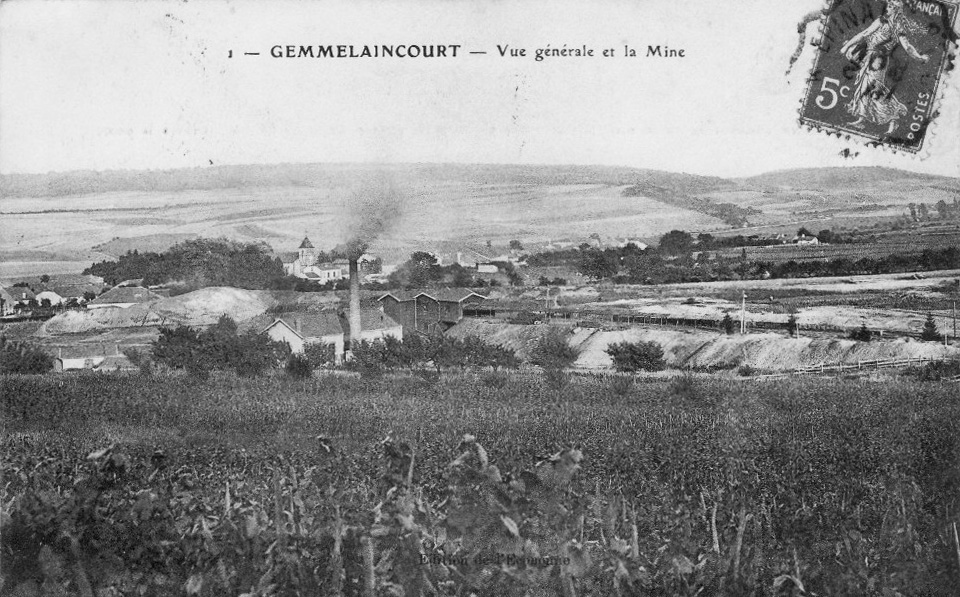
Vue générale à l'époque minière.

## Politique et administration
| Période                                  | Période                  | Identité                       | Étiquette | Qualité |
| ---------------------------------------- | ------------------------ | ------------------------------ | --------- | ------- |
| Les données manquantes sont à compléter. |                          |                                |           |         |
|                                          | mars 1989                | Georges Gallausiaux            |           |         |
| Mars 1989                                | 18/05/2020               | Jean-Luc Yardin                |           |         |
| 18/05/2020                               | 06/02/2022               | Alexandre Mouginot (Démission) |           |         |
| 06/02/2022                               | En cours (au 06/11/2024) | Jean-Luc Yardin                |           |         |

### Budget et fiscalité 2022

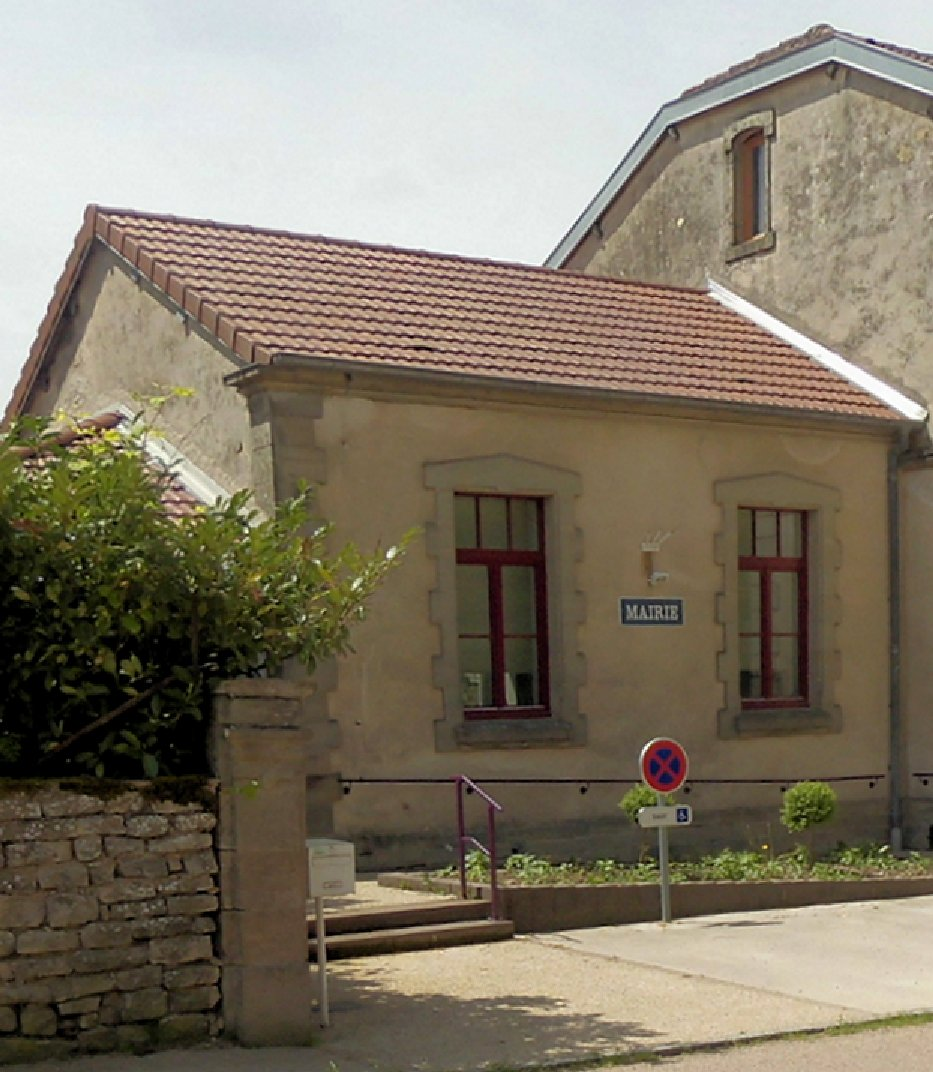
L'ancienne école devenue mairie

En 2022, le budget de la commune était constitué ainsi :
- total des produits de fonctionnement : 187 000 €, soit 1 229 € par habitant ;
- total des charges de fonctionnement : 139 000 €, soit 912 € par habitant ;
- total des ressources d'investissement : 268 000 €, soit 1 760 € par habitant ;
- total des emplois d'investissement : 116 000 €, soit 762 € par habitant ;
- endettement : 191 000 €, soit 1 259 € par habitant.

Avec les taux de fiscalité suivants :
- taxe d'habitation : 23,83 % ;
- taxe foncière sur les propriétés bâties : 44,45 % ;
- taxe foncière sur les propriétés non bâties : 16,31 % ;
- taxe additionnelle à la taxe foncière sur les propriétés non bâties : 38,75 % ;
- cotisation foncière des entreprises : 20,99 %.

Chiffres clés Revenus et pauvreté des ménages en 2021 : médiane en 2021 du revenu disponible, par unité de consommation : 22 120 €.

## Population et société

### Démographie

#### Évolution démographique
L'évolution du nombre d'habitants est connue à travers les recensements de la population effectués dans la commune depuis 1793. Pour les communes de moins de 10 000 habitants, une enquête de recensement portant sur toute la population est réalisée tous les cinq ans, les populations de référence des années intermédiaires étant quant à elles estimées par interpolation ou extrapolation. Pour la commune, le premier recensement exhaustif entrant dans le cadre du nouveau dispositif a été réalisé en 2008.

En 2022, la commune comptait 126 habitants, en évolution de −18,71 % par rapport à 2016 (Vosges : −2,96 %, France hors Mayotte : +2,11 %).
| 1793 | 1800 | 1806 | 1821 | 1831 | 1836 | 1841 | 1846 | 1856 |
| ---- | ---- | ---- | ---- | ---- | ---- | ---- | ---- | ---- |
| 296  | 295  | 347  | 322  | 409  | 429  | 460  | 436  | 359  |

| 1861 | 1866 | 1876 | 1881 | 1886 | 1891 | 1896 | 1901 | 1906 |
| ---- | ---- | ---- | ---- | ---- | ---- | ---- | ---- | ---- |
| 355  | 375  | 355  | 312  | 295  | 295  | 277  | 276  | 470  |

| 1911 | 1921 | 1926 | 1931 | 1936 | 1946 | 1954 | 1962 | 1968 |
| ---- | ---- | ---- | ---- | ---- | ---- | ---- | ---- | ---- |
| 476  | 278  | 335  | 286  | 276  | 296  | 222  | 235  | 223  |

| 1975 | 1982 | 1990 | 1999 | 2006 | 2008 | 2013 | 2018 | 2022 |
| ---- | ---- | ---- | ---- | ---- | ---- | ---- | ---- | ---- |
| 191  | 180  | 155  | 138  | 154  | 158  | 160  | 144  | 126  |

### Enseignement
Établissements d'enseignements :
- Écoles maternelles et primaires à Gironcourt-sur-Vraine, Dombrot-sur-Vair, Rouvres-en-Xaintois, Houécourt, La Neuveville-sous-Châtenois, Saint-Remimont.
- Collèges à Mandres-sur-Vair, Vittel, Châtenois, Contrexéville, Mirecourt.
- Lycées à Mandres-sur-Vair, Contrexéville, Mirecourt.

### Santé
Professionnels et établissements de santé :
- Médecins à Gironcourt-sur-Vraine, Remoncourt, Vittel, Châtenois.
- Pharmacies à Gironcourt-sur-Vraine, Remoncourt, Vittel, Châtenois, Vicherey, Contrexéville.
- Hôpitaux à Vittel, Mattaincourt, Mirecourt, Neufchâteau.

### Cultes
- Culte catholique, Paroisse Saint-Jean-Baptiste-au-Pays-de-Châtenois[31], Diocèse de Saint-Dié.

## Économie

### Entreprises et commerces

#### Agriculture
- Élevage de vaches laitières.
- Élevage d'autres bovins et de buffles.
- Élevage de chevaux et d'autres équidés.
- Exploitation forestière.

#### Tourisme
- Hébergements et restauration à Gironcourt-sur-Vraine, Rouvres-en-Xaintois, Vittel, Saint-Paul.

#### Commerces
- Commerces et services de proximité.

## Culture locale et patrimoine

### Lieux et monuments
- Monument aux morts
- Le patrimoine naturel : 2  zones naturelles d'intérêt écologique, faunistique et floristique (ZNIEFF)[32].

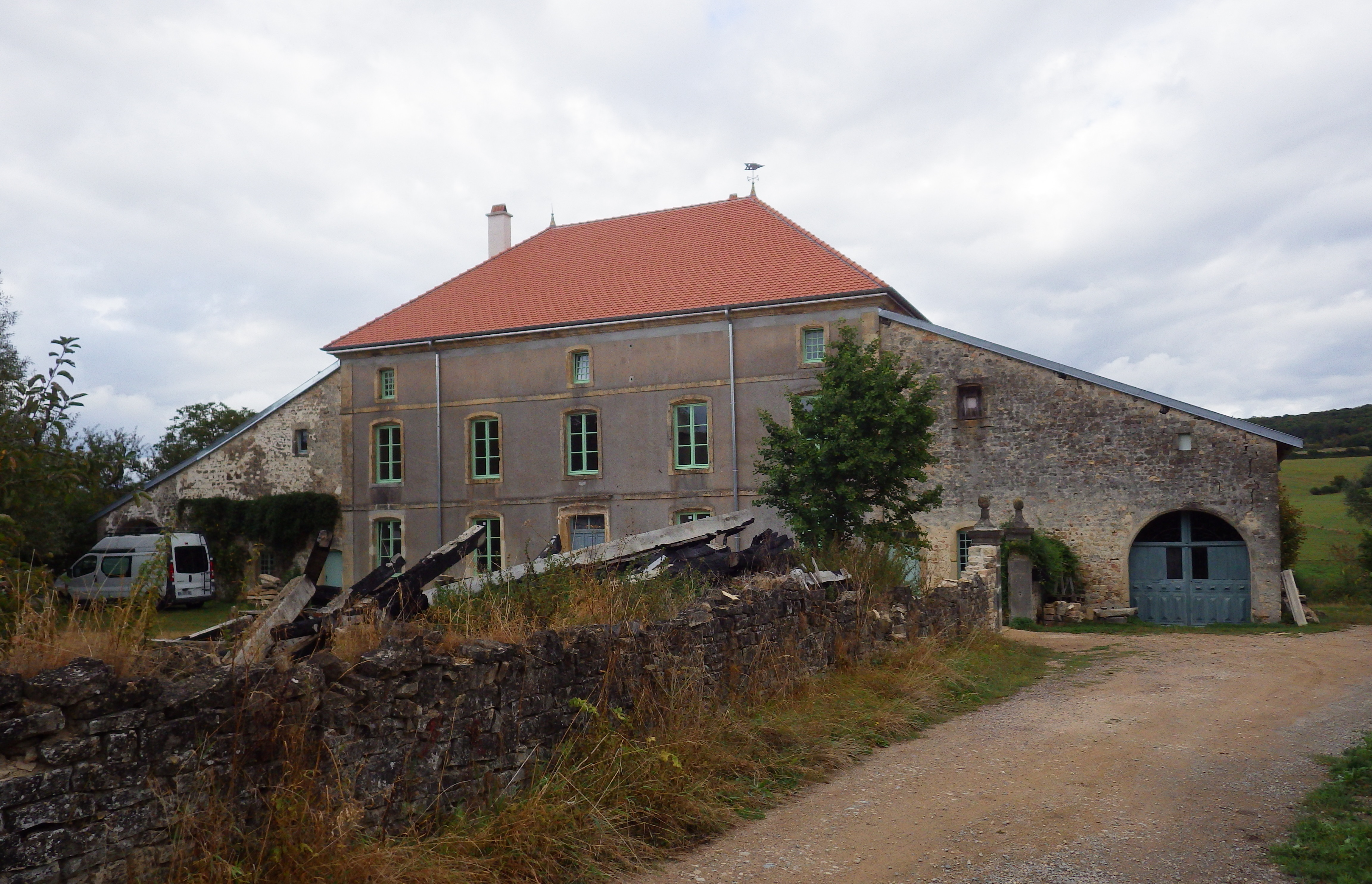
Le château de Gemmelaincourt.
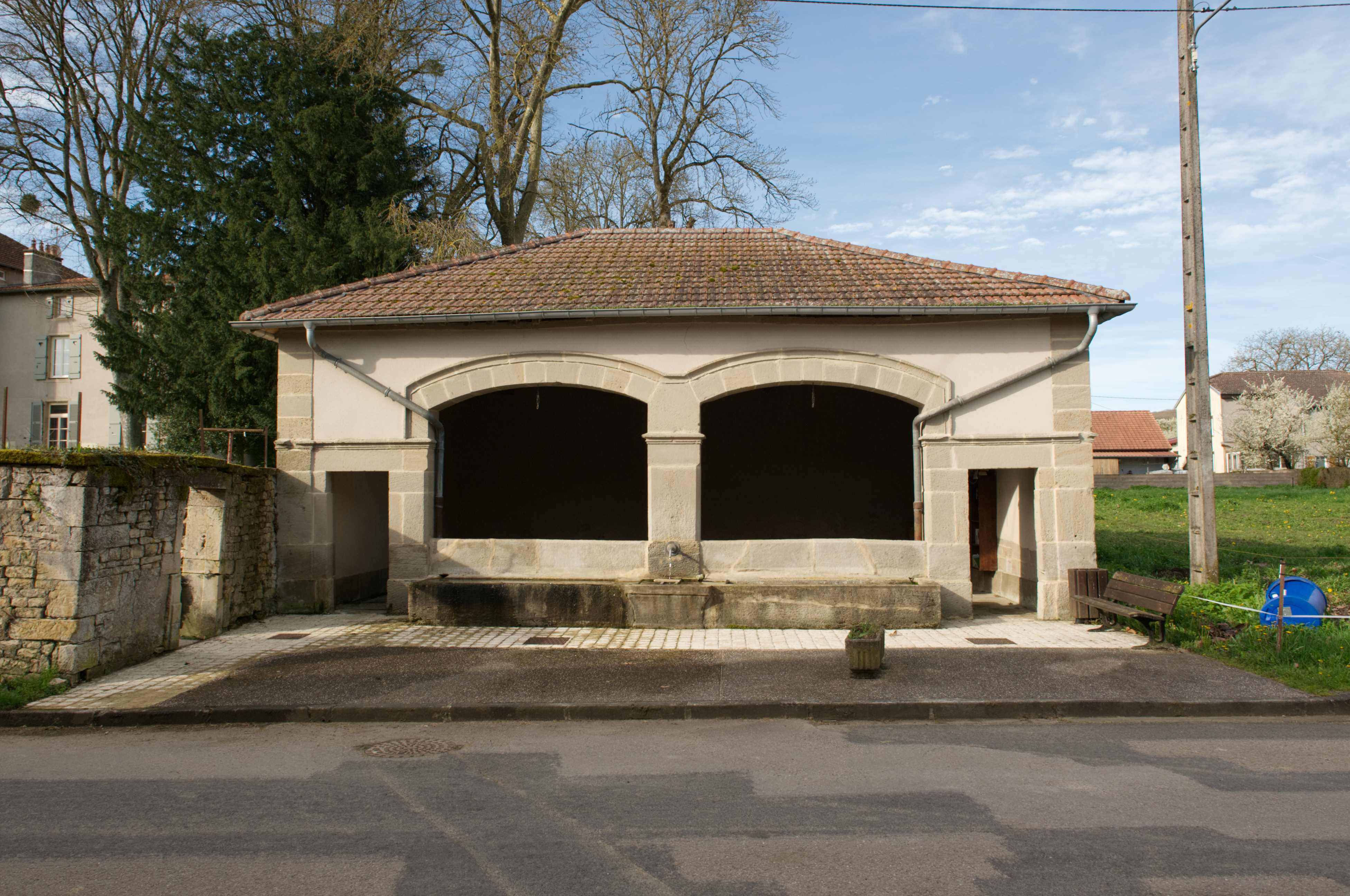
Un des quatre lavoirs de Gemmelaincourt.
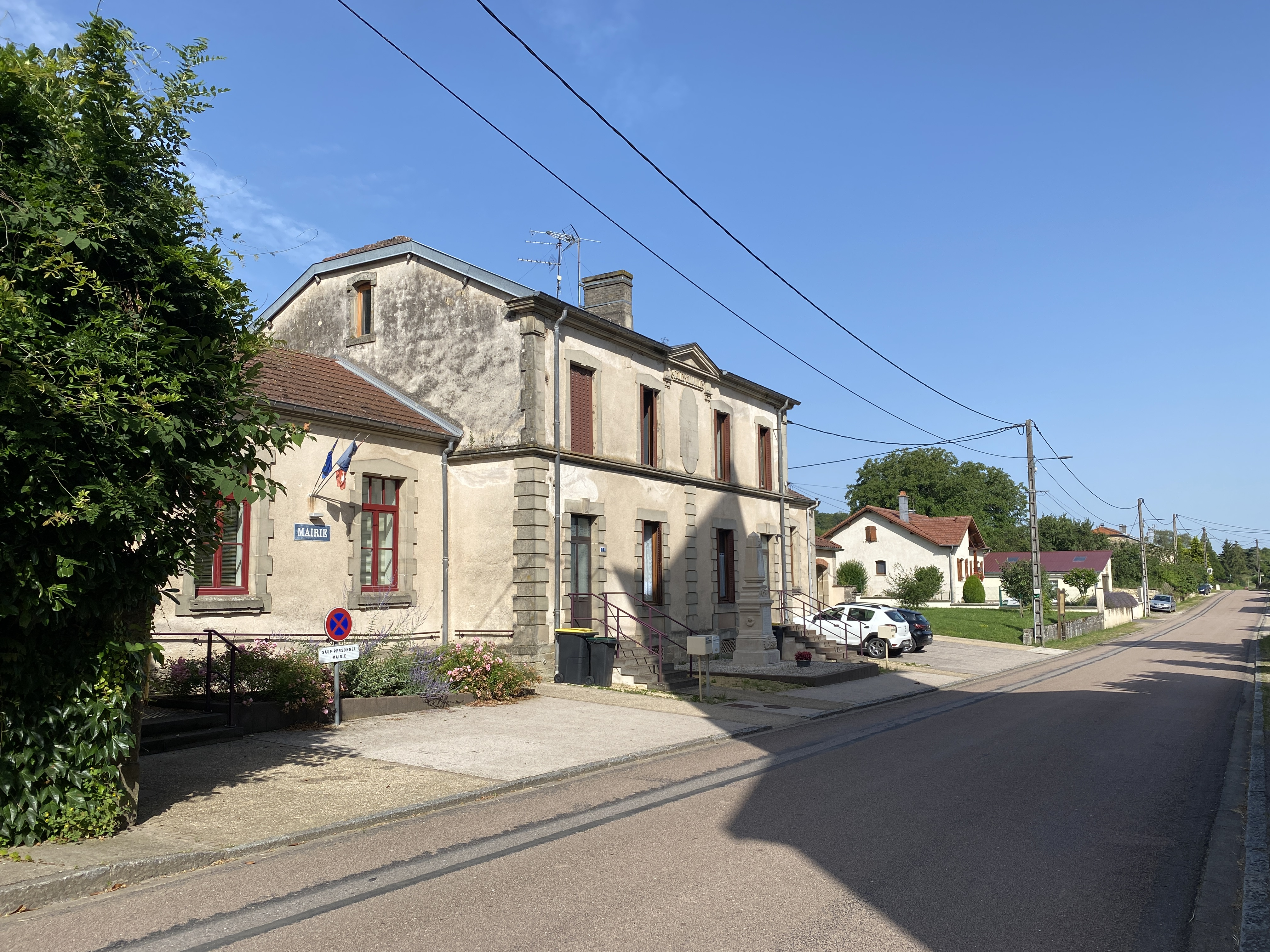
La mairie avec monument aux morts.
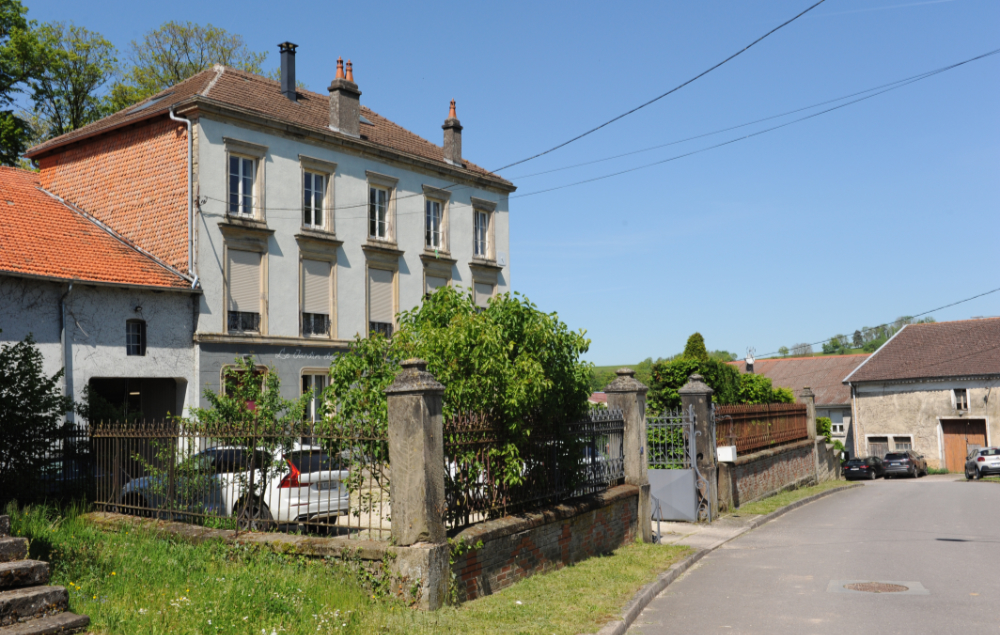
La maison de maître.

Les vestiges miniers liées à l'exploitation du charbon, notamment la cité minière et d'imposants terrils.

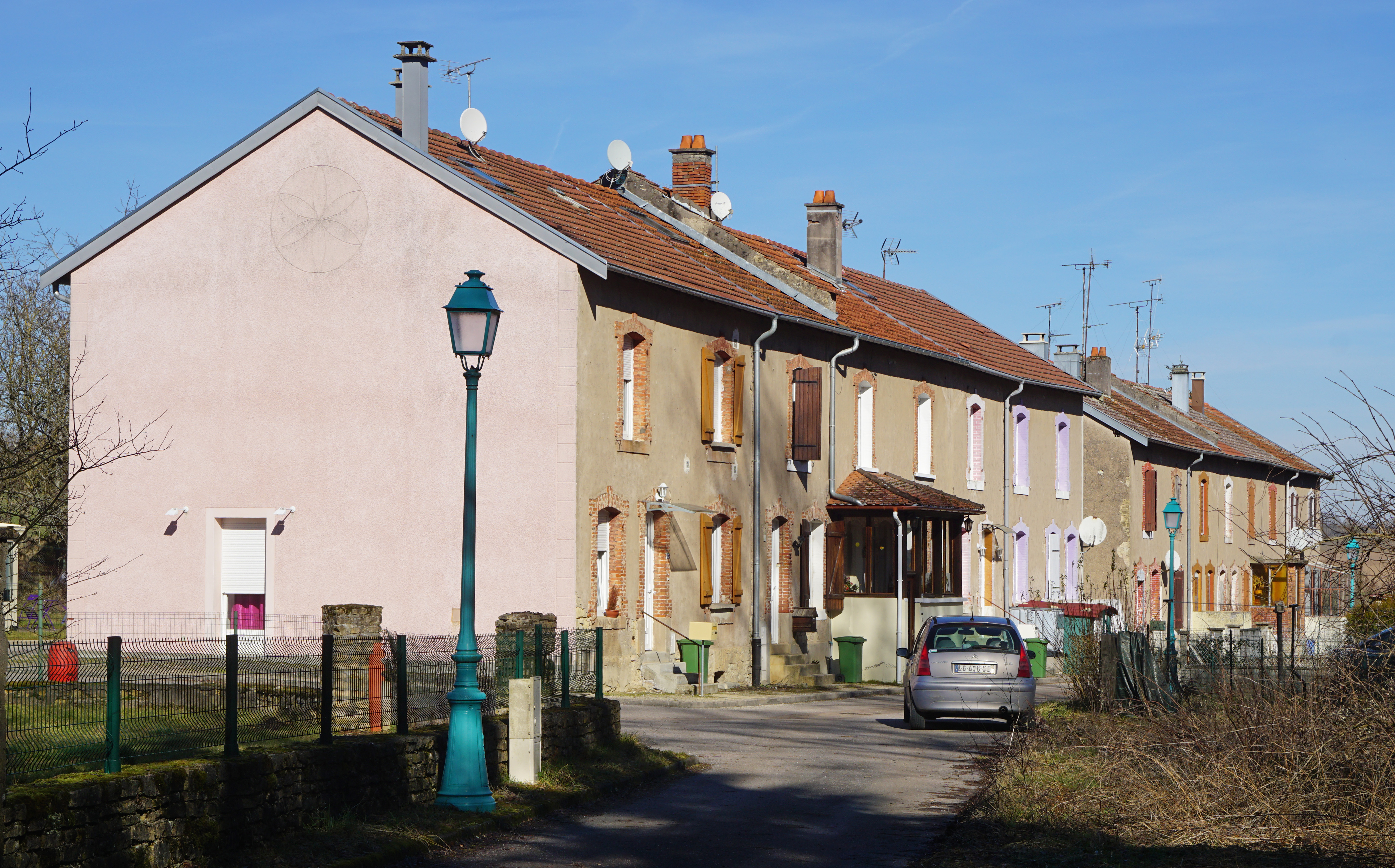
La cité minière.
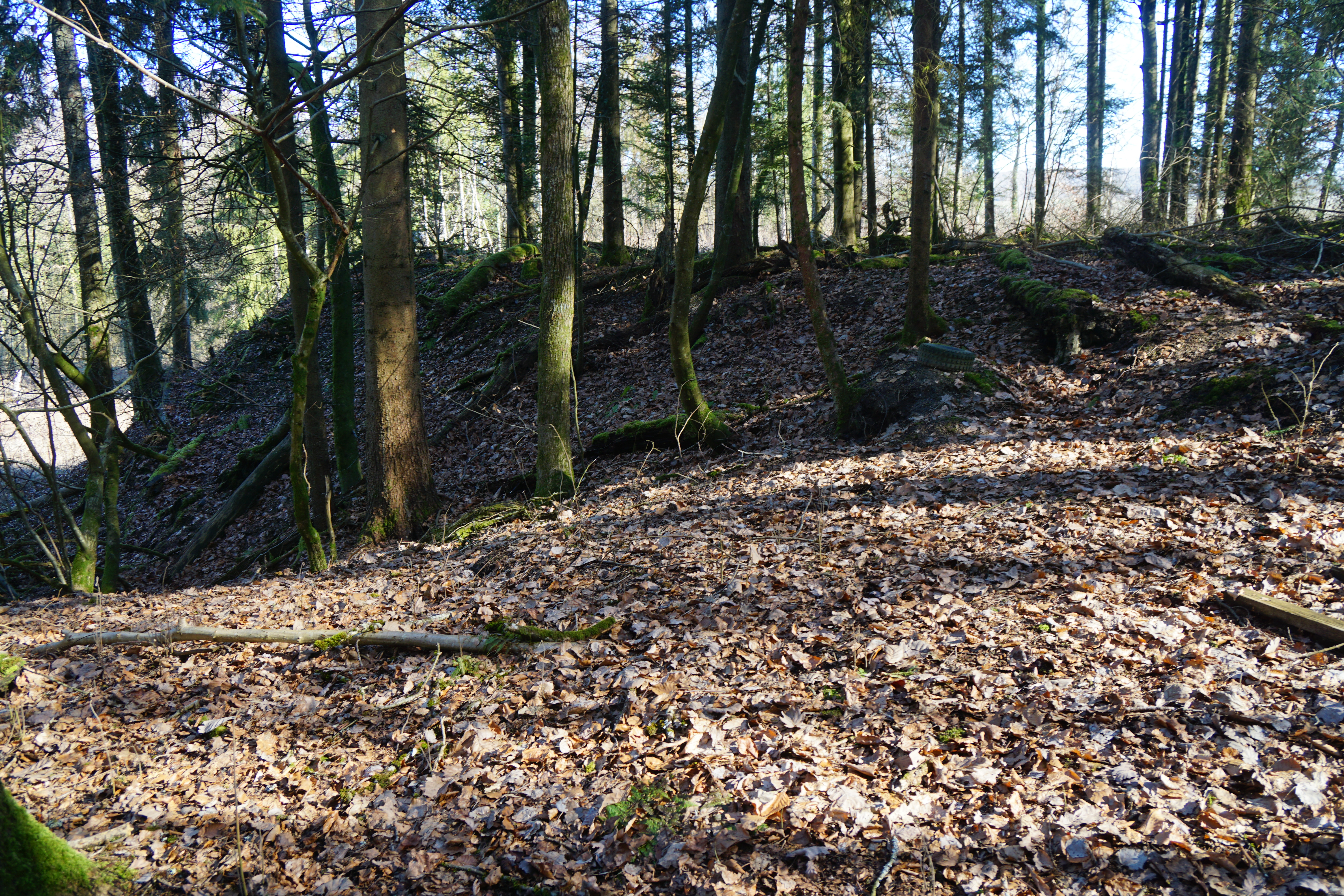
Jonction entre le terril et l'ancien lavoir à charbon.
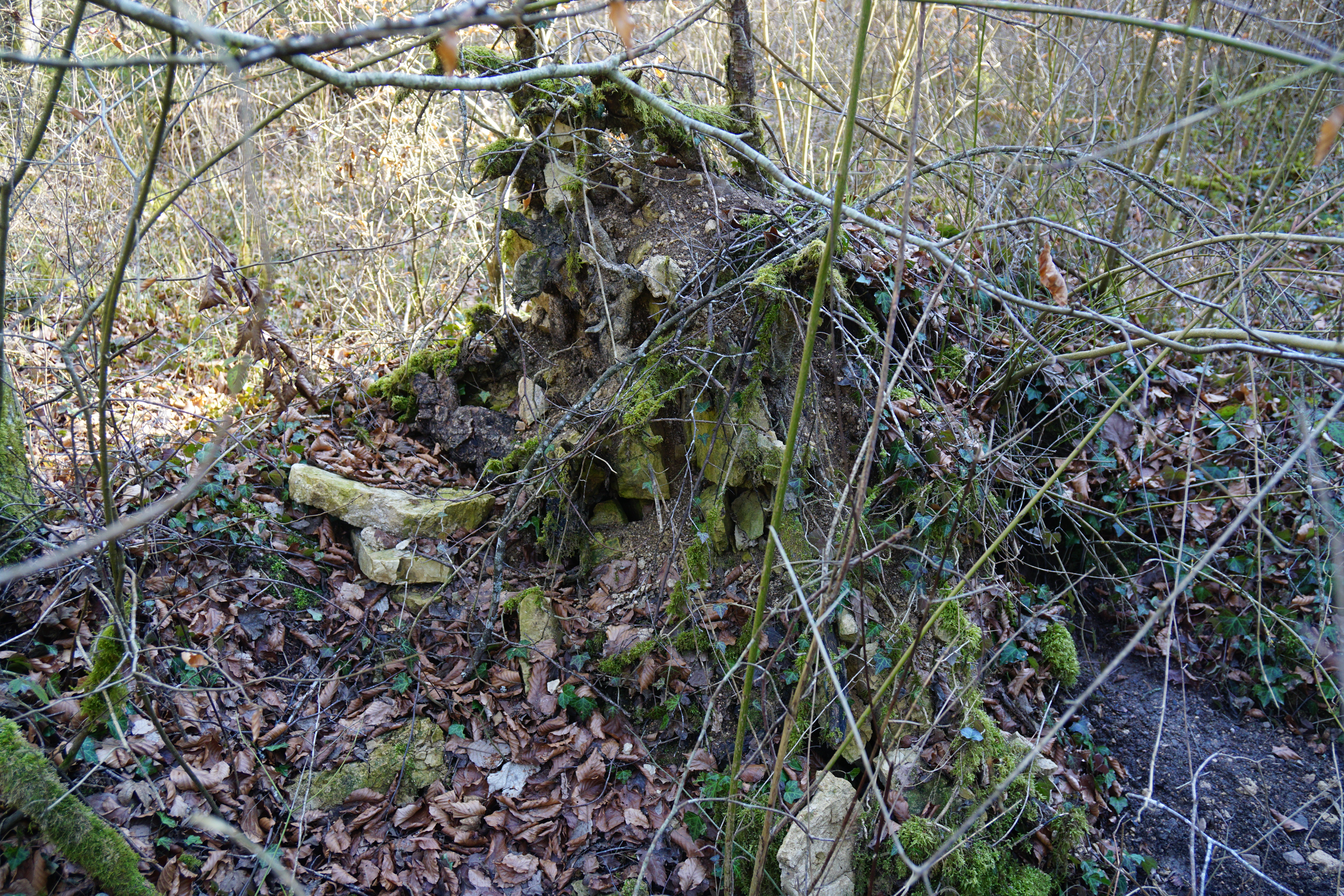
Pierres de construction au puits de Deuille.
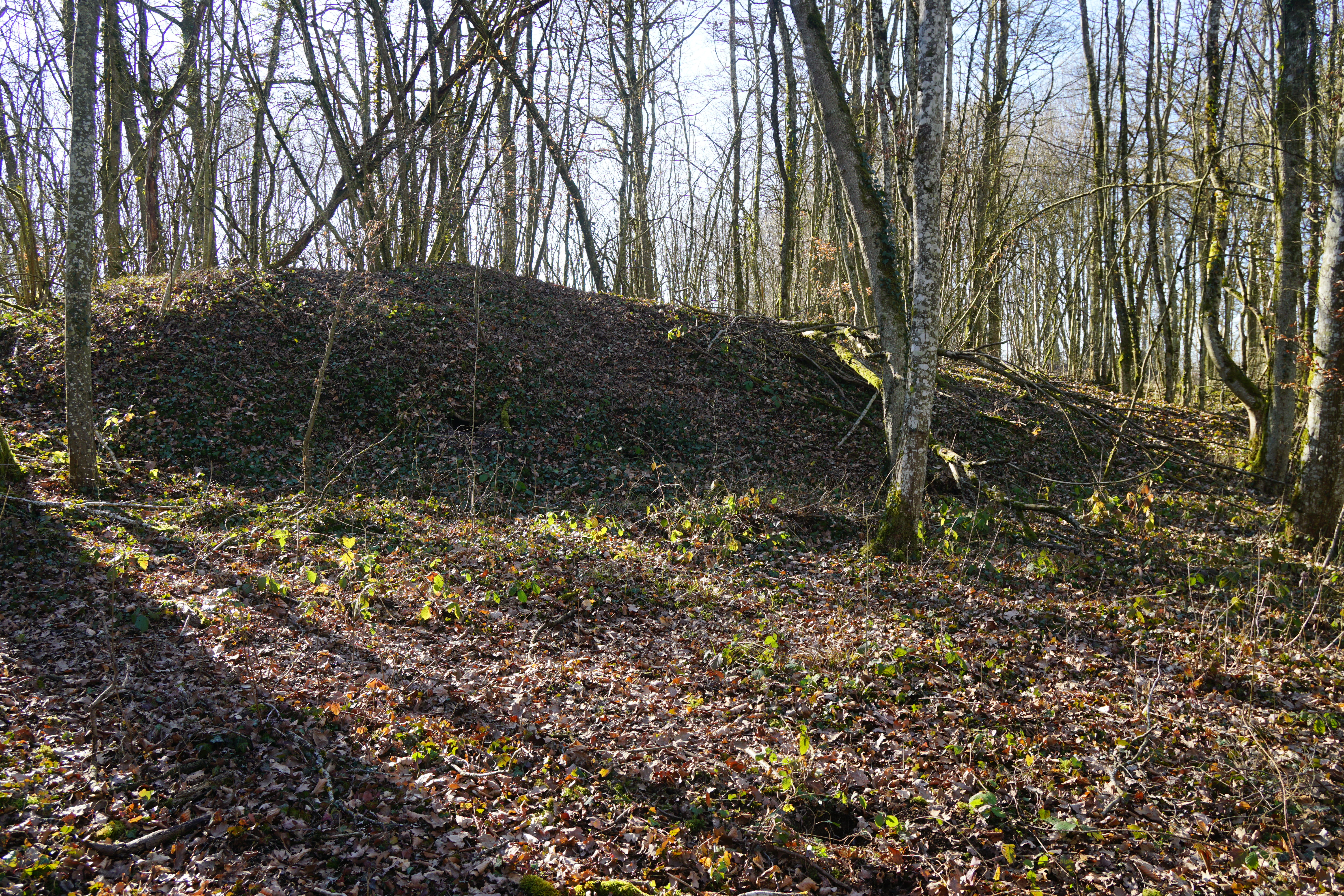
Le terril du puits Haplat.

## Héraldique
| Blason à dessiner | Blason  | Taillé: au 1er de contre-hermine, au 2e de gueules à deux clés d'argent passées en sautoir. |
| Blason à dessiner | Détails | Le statut officiel du blason reste à déterminer.                                            |

## Pour approfondir